# Austrocheirus
Austrocheirus („jižní ruka“) byl rod masožravého dinosaura (teropoda), žijícího v období pozdní křídy na území současné Argentiny.

## Objev a popis
Fosilie tohoto teropoda byly objeveny 17. března roku 2002 v geologickém souvrství Cerro Fortaleza na území argentinské Patagonie a je znám pouze jeden druh, A. isasii. Ten byl popsán kolektivem vědců v roce 2010. Austrocheirus patřil mezi bazální (vývojově primitivní) abelisauroidy, velké dravce žijící především na jižních kontinentech v období svrchní křídy. Dosahoval délky asi 6,5 metru a hmotnosti koně.